# Internazionali d'Italia 2023 - Qualificazioni singolare femminile
Le qualificazioni del singolare femminile degli Internazionali d'Italia 2023 sono state un torneo di tennis preliminare per accedere alla fase finale della manifestazione. Le vincitrici dell'ultimo turno sono entrate di diritto nel tabellone principale. In caso di ritiro di una o più giocatrici aventi diritto, a queste sono subentrate le lucky loser, ossia le giocatrici che avevano perso nell'ultimo turno ma che avevano una classifica più alta rispetto alle altre partecipanti che avevano comunque perso nel turno finale.

## Teste di serie
1. Viktorija Tomova (qualificata)
2. Rebeka Masarova (ultimo turno)
3. Ysaline Bonaventure (qualificata)
4. Anna-Lena Friedsam (qualificata)
5. Anna Bondár (qualificata)
6. Kamilla Rachimova (ultimo turno, lucky loser)
7. Dalma Gálfi (ultimo turno)
8. Tereza Martincová (qualificata)
9. Océane Dodin (ultimo turno)
10. Magdalena Fręch (qualificata)
11. Arantxa Rus (qualificata)
12. Nao Hibino (qualificata)

1. Kimberly Birrell (primo turno)
2. Ėrika Andreeva (primo turno)
3. Camila Osorio (qualificata)
4. Marina Bassols Ribera (ultimo turno)
5. Taylor Townsend (qualificata)
6. Laura Pigossi (primo turno)
7. Aliona Bolsova (ultimo turno)
8. Simona Waltert (ultimo turno)
9. Olga Danilović (primo turno)
10. Léolia Jeanjean (primo turno, ritirata)
11. Katherine Sebov (primo turno)
12. Harriet Dart (primo turno)

## Qualificate
1. Viktorija Tomova
2. Dajana Jastrems'ka
3. Ysaline Bonaventure
4. Anna-Lena Friedsam
5. Anna Bondár
6. Elena-Gabriela Ruse

1. Taylor Townsend
2. Tereza Martincová
3. Camila Osorio
4. Magdalena Fręch
5. Arantxa Rus
6. Nao Hibino

### Lucky loser
1. Kamilla Rachimova

## Tabellone

### Legenda
| - Q = Qualificato - WC = Wild card - LL = Lucky loser | - ALT = Alternate - SE = Special Exempt - PR = Protected Ranking | - w/o = Walkover - r = Ritirato - d = Squalificato |

### Sezione 1
|  | Primo turno | Primo turno      | Primo turno      | Primo turno | Primo turno |  |  | Ultimo turno | Ultimo turno     | Ultimo turno     | Ultimo turno | Ultimo turno |  |
|  |             |                  |                  |             |             |  |  |              |                  |                  |              |              |  |
|  | 1           | Viktorija Tomova | Viktorija Tomova | 7           | 6           |  |  |              |                  |                  |              |              |  |
|  |             | Sachia Vickery   | Sachia Vickery   | 5           | 4           |  |  | 1            | Viktorija Tomova | Viktorija Tomova | 6            | 6            |  |
|  | WC          | Jessica Bertoldo | Jessica Bertoldo | 0           | 2           |  |  | 19           | Aliona Bolsova   | Aliona Bolsova   | 4            | 1            |  |
|  | 19          | Aliona Bolsova   | Aliona Bolsova   | 6           | 6           |  |  |              |                  |                  |              |              |  |

### Sezione 2
|  | Primo turno | Primo turno        | Primo turno        | Primo turno | Primo turno |  |  | Ultimo turno | Ultimo turno       | Ultimo turno       | Ultimo turno | Ultimo turno |  |
|  |             |                    |                    |             |             |  |  |              |                    |                    |              |              |  |
|  | 2           | Rebeka Masarova    | Rebeka Masarova    | 6           | 6           |  |  |              |                    |                    |              |              |  |
|  |             | Olivia Gadecki     | Olivia Gadecki     | 1           | 3           |  |  | 2            | Rebeka Masarova    | Rebeka Masarova    | 3            | 2            |  |
|  |             | Dajana Jastrems'ka | Dajana Jastrems'ka | 7           |             |  |  |              | Dajana Jastrems'ka | Dajana Jastrems'ka | 6            | 6            |  |
|  | 22          | Léolia Jeanjean    | Léolia Jeanjean    | 5           | r           |  |  |              |                    |                    |              |              |  |

### Sezione 3
|  | Primo turno | Primo turno         | Primo turno         | Primo turno | Primo turno |  |  | Ultimo turno | Ultimo turno        | Ultimo turno        | Ultimo turno | Ultimo turno |  |
|  |             |                     |                     |             |             |  |  |              |                     |                     |              |              |  |
|  | 3           | Ysaline Bonaventure | Ysaline Bonaventure | 6           | 6           |  |  |              |                     |                     |              |              |  |
|  | WC          | Angelica Moratelli  | Angelica Moratelli  | 2           | 2           |  |  | 3            | Ysaline Bonaventure | Ysaline Bonaventure | 6            | 6            |  |
|  |             | Priscilla Hon       | 1                   | 6           | 6           |  |  |              | Priscilla Hon       | Priscilla Hon       | 4            | 4            |  |
|  | 32          | Harriet Dart        | 6                   | 2           | 2           |  |  |              |                     |                     |              |              |  |

### Sezione 4
|  | Primo turno | Primo turno        | Primo turno        | Primo turno | Primo turno |  |  | Ultimo turno | Ultimo turno       | Ultimo turno       | Ultimo turno | Ultimo turno |  |
|  |             |                    |                    |             |             |  |  |              |                    |                    |              |              |  |
|  | 4           | Anna-Lena Friedsam | Anna-Lena Friedsam | 7           | 6           |  |  |              |                    |                    |              |              |  |
|  |             | Moyuka Uchijima    | Moyuka Uchijima    | 65          | 3           |  |  | 4            | Anna-Lena Friedsam | Anna-Lena Friedsam | 7            | 6            |  |
|  | WC          | Martina Colmegna   | Martina Colmegna   | 2           | 0           |  |  | 20           | Simona Waltert     | Simona Waltert     | 5            | 3            |  |
|  | 20          | Simona Waltert     | Simona Waltert     | 6           | 6           |  |  |              |                    |                    |              |              |  |

### Sezione 5
|  | Primo turno | Primo turno           | Primo turno    | Primo turno | Primo turno |  |  | Ultimo turno | Ultimo turno          | Ultimo turno | Ultimo turno | Ultimo turno |  |
|  |             |                       |                |             |             |  |  |              |                       |              |              |              |  |
|  | 5           | Anna Bondár           | Anna Bondár    | 6           | 6           |  |  |              |                       |              |              |              |  |
|  |             | Amandine Hesse        | Amandine Hesse | 1           | 3           |  |  | 5            | Anna Bondár           | 6            | 6            | 6            |  |
|  |             | Katrina Scott         | 6              | 4           | 3           |  |  | 16           | Marina Bassols Ribera | 0            | 7            | 3            |  |
|  | 16          | Marina Bassols Ribera | 1              | 6           | 6           |  |  |              |                       |              |              |              |  |

### Sezione 6
|  | Primo turno | Primo turno         | Primo turno         | Primo turno | Primo turno |  |  | Ultimo turno | Ultimo turno        | Ultimo turno | Ultimo turno | Ultimo turno |  |
|  |             |                     |                     |             |             |  |  |              |                     |              |              |              |  |
|  | 6           | Kamilla Rachimova   | Kamilla Rachimova   | 6           | 6           |  |  |              |                     |              |              |              |  |
|  |             | Elizabeth Mandlik   | Elizabeth Mandlik   | 2           | 1           |  |  | 6            | Kamilla Rachimova   | 7            | 3            | 3            |  |
|  |             | Elena-Gabriela Ruse | Elena-Gabriela Ruse | 6           | 6           |  |  |              | Elena-Gabriela Ruse | 6            | 6            | 6            |  |
|  | 18          | Laura Pigossi       | Laura Pigossi       | 1           | 2           |  |  |              |                     |              |              |              |  |

### Sezione 7
|  | Primo turno | Primo turno      | Primo turno      | Primo turno | Primo turno |  |  | Ultimo turno | Ultimo turno    | Ultimo turno    | Ultimo turno | Ultimo turno |  |
|  |             |                  |                  |             |             |  |  |              |                 |                 |              |              |  |
|  | 7           | Dalma Gálfi      | Dalma Gálfi      | 7           | 6           |  |  |              |                 |                 |              |              |  |
|  | PR          | Eugenie Bouchard | Eugenie Bouchard | 64          | 3           |  |  | 7            | Dalma Gálfi     | Dalma Gálfi     | 5            | 4            |  |
|  |             | Mirjam Björklund | Mirjam Björklund | 2           | 3           |  |  | 17           | Taylor Townsend | Taylor Townsend | 7            | 6            |  |
|  | 17          | Taylor Townsend  | Taylor Townsend  | 6           | 6           |  |  |              |                 |                 |              |              |  |

### Sezione 8
|  | Primo turno | Primo turno       | Primo turno       | Primo turno | Primo turno |  |  | Ultimo turno | Ultimo turno      | Ultimo turno | Ultimo turno | Ultimo turno |  |
|  |             |                   |                   |             |             |  |  |              |                   |              |              |              |  |
|  | 8           | Tereza Martincová | Tereza Martincová | 7           | 7           |  |  |              |                   |              |              |              |  |
|  |             | Jaimee Fourlis    | Jaimee Fourlis    | 64          | 65          |  |  | 8            | Tereza Martincová | 6            | 2            | 6            |  |
|  |             | Ana Konjuh        | Ana Konjuh        | 6           | 7           |  |  |              | Ana Konjuh        | 4            | 6            | 3            |  |
|  | 21          | Olga Danilović    | Olga Danilović    | 2           | 5           |  |  |              |                   |              |              |              |  |

### Sezione 9
|  | Primo turno | Primo turno    | Primo turno    | Primo turno | Primo turno |  |  | Ultimo turno | Ultimo turno  | Ultimo turno  | Ultimo turno | Ultimo turno |  |
|  |             |                |                |             |             |  |  |              |               |               |              |              |  |
|  | 9           | Océane Dodin   | Océane Dodin   | 6           | 6           |  |  |              |               |               |              |              |  |
|  | WC          | Anna Turati    | Anna Turati    | 2           | 2           |  |  | 9            | Océane Dodin  | Océane Dodin  | 3            | 4            |  |
|  | WC          | Deborah Chiesa | Deborah Chiesa | 3           | 1           |  |  | 15           | Camila Osorio | Camila Osorio | 6            | 6            |  |
|  | 15          | Camila Osorio  | Camila Osorio  | 6           | 6           |  |  |              |               |               |              |              |  |

### Sezione 10
|  | Primo turno | Primo turno        | Primo turno        | Primo turno | Primo turno |  |  | Ultimo turno | Ultimo turno       | Ultimo turno       | Ultimo turno | Ultimo turno |  |
|  |             |                    |                    |             |             |  |  |              |                    |                    |              |              |  |
|  | 10          | Magdalena Fręch    | Magdalena Fręch    | 7           | 6           |  |  |              |                    |                    |              |              |  |
|  | WC          | Federica Urgesi    | Federica Urgesi    | 69          | 0           |  |  | 10           | Magdalena Fręch    | Magdalena Fręch    | 6            | 6            |  |
|  |             | Polina Kudermetova | Polina Kudermetova | 6           | 6           |  |  |              | Polina Kudermetova | Polina Kudermetova | 1            | 2            |  |
|  | 23          | Katherine Sebov    | Katherine Sebov    | 4           | 3           |  |  |              |                    |                    |              |              |  |

### Sezione 11
|  | Primo turno | Primo turno         | Primo turno         | Primo turno | Primo turno |  |  | Ultimo turno | Ultimo turno   | Ultimo turno   | Ultimo turno | Ultimo turno |  |
|  |             |                     |                     |             |             |  |  |              |                |                |              |              |  |
|  | 11          | Arantxa Rus         | Arantxa Rus         | 6           | 6           |  |  |              |                |                |              |              |  |
|  |             | Despina Papamichail | Despina Papamichail | 2           | 1           |  |  | 11           | Arantxa Rus    | Arantxa Rus    | 6            | 6            |  |
|  |             | Elsa Jacquemot      | Elsa Jacquemot      | 6           | 6           |  |  |              | Elsa Jacquemot | Elsa Jacquemot | 1            | 3            |  |
|  | 14          | Ėrika Andreeva      | Ėrika Andreeva      | 2           | 1           |  |  |              |                |                |              |              |  |

### Sezione 12
|  | Primo turno | Primo turno         | Primo turno      | Primo turno | Primo turno |  |  | Ultimo turno | Ultimo turno | Ultimo turno | Ultimo turno | Ultimo turno |  |
|  |             |                     |                  |             |             |  |  |              |              |              |              |              |  |
|  | 12          | Nao Hibino          | 6                | 1           |             |  |  |              |              |              |              |              |  |
|  |             | Kristina Mladenovic | 2                | 0           | r           |  |  | 12           | Nao Hibino   | 3            | 7            | 6            |  |
|  |             | Sára Bejlek         | Sára Bejlek      | 6           | 6           |  |  |              | Sára Bejlek  | 6            | 6(1)         | 2            |  |
|  | 13          | Kimberly Birrell    | Kimberly Birrell | 1           | 2           |  |  |              |              |              |              |              |  |